# Калъм Кийт Рени
Калъм Кийт Рени (на английски: Callum Keith Rennie) (роден на 14 септември 1960 г.) е канадски телевизионен и филмов актьор от британски произход. Известен е с ролята си на детектив Стенли Ковалски в сериала „Направление юг“. Познат е още с ролите си на сайлона Лиобен Коной в „Бойна звезда: Галактика“ и музикалния продуцент Лю Ашби в „Секс до дупка“.